# تپه تمرگ
تپه تمرگ مربوط به عصر آهن - دوره اشکانیان است و در شهرستان هرسین، بخش بیستون، روستای تمرگ واقع شده و این اثر در تاریخ ۴ خرداد ۱۳۸۴ با شمارهٔ ثبت ۱۱۷۸۰ به‌عنوان یکی از آثار ملی ایران به ثبت رسیده است.